# Shungadynastie
De Shungadynastie, Sungadynastie of kortweg Shunga's waren een koninklijke dynastie die in de 2e en 1e eeuw v.Chr. een groot deel van het noorden van India regeerde (dat wil zeggen het tegenwoordige noorden van India en grote delen van Pakistan en Bangladesh). Hun machtsbasis lag in Magadha, rond de stad Pataliputra. Later ontstond een tweede machtscentrum rond de zuidwestelijke stad Vidisha. Enkele latere Shungakoningen zouden vanuit Vidisa hebben geregeerd. De Shunga's volgden op de Maurya's en werden zelf gevolgd door de Kanva's.
De Shungaperiode kenmerkt zich door een terugkeer van de bestuurlijke elite naar het hindoeïsme, met name het brahmanisme. Dit ging ten koste van het boeddhisme en andere nieuwe religies, die onder de Maurya's sterk waren opgekomen. De Shunga's waren vrijwel continu in oorlog met hun buurrijken, zoals de Shatavahana's in het zuiden en de Indo-Grieken in het noordwesten.

## Geschiedenis
De Shungadynastie kwam aan de macht in 185 v.Chr., ongeveer 50 jaar na de dood van de belangrijkste Mauryakeizer, Ashoka. De laatste Mauryakeizer, Ashoka's kleinzoon Brihadratha, werd in dat jaar vermoord door zijn generaal Pusyamitra Shunga. Pusyamitra besteeg daarop de troon als eerste Shungaheerser. Als brahmanist voerde hij het koninklijke paardenoffer (ashvamedha) weer in, een heilig vedisch ritueel dat door Asoka was afgeschaft (omdat dierenoffers tegen het boeddhistische principe van geweldloosheid zouden zijn). Hoewel boeddhistische teksten melden dat Pusyamitra monniken liet vervolgen en 84.000 stupa's zou hebben laten vernietigen, geeft het archeologisch bewijs geen aanwijzingen voor grootschalige vervolging van boeddhisten. De boeddhistische kloosters bloeiden juist onder de Shunga's en de stupa van Bharhut werd in de Shungaperiode verfraaid.
Het rijk dat Pusyamitra in handen kreeg reikte in theorie van de Punjab in het westen tot de Golf van Bengalen in het oosten; en van de Siwaliks in het noorden tot de omgeving van de stad Ujjain in Centraal-India. De nieuwe dynastie kwam echter voor grote problemen te staan, zodat het rijk slonk en nooit meer zo stabiel was als onder de Maurya's. De Grieks-Bactrische vorst Demetrios I viel India binnen en veroverde de Kabulvallei en het gebied rond de Indus op de Shunga's. In andere delen van het gebied dat ooit tot Ashoka's rijk behoorde kwamen nieuwe, zelfstandige dynastieën op: in de Deccan in Centraal-India de Shatavahana's en in Kalinga de Chedi's.
Pusyamitra regeerde 36 jaar en werd opgevolgd door zijn zoon Agnimitra. Eerder had de kroonprins als onderkoning in Vidisha, in het midden van het tegenwoordige Madhya Pradesh, bestuurlijke ervaring opgedaan. Volgens de dichter Kalidasa (5e eeuw n.Chr.) zou Agnimitra door zijn huwelijk een conflict met Vidarbha hebben voorkomen. Vidarbha was een koninkrijk dat in omvang en locatie ongeveer overeenkwam met het latere Berar. Het stond mogelijk destijds al onder invloed van de Shatavahana's.
Het gevolg van Demetrios' veroveringen was het ontstaan van een Indo-Grieks koninkrijk langs de Indus. Vanaf de troonsbestijging van Pusyamitra waren de relaties tussen de Grieken en de Shunga's slecht. Er zijn aanwijzingen dat de Grieken veldtochten hielden tot ver in India, met name koning Menander I, die in de omgeving van Pataliputra zou zijn gekomen alvorens door de Chedikoning Kharavela te zijn verslagen. Kharavela zou daarna Pataliputra op de Shunga's hebben veroverd. Deze informatie is afkomstig uit de Hatigumpha-inscriptie uit Kalinga. Waarschijnlijk was Menander (en mogelijk ook Kharavela) een tijdgenoot van Agnimitra.
De precieze loop van de gebeurtenissen is echter onbekend, met name tijdens het laatste deel van de Shungadynastie. Duidelijk lijkt in ieder geval dat de invloed van de latere Shungaheersers niet verder ging dan Magadha. De negende Shungavorst, Bhagavata, wordt genoemd in een inscriptie in een zuil te Vidisha. Een andere inscriptie handelt over de Indo-Griekse ambassadeur van koning Antialkidas aan het Shungahof te Vidisha. Bhagavata's opvolger, Devabhuti, werd in 73 v.Chr. in opdracht van zijn minister Vasudeva vergiftigd door een slavin. Vasudeva stichtte daarna de Kanvadynastie, die tot 28 v.Chr. regeerde. Daarna zou Magadha tot aan de tijd van de Gupta's een randgebied van het Shatavahanarijk worden.

### Lijst van Shungakeizers
- Pusyamitra Shunga (185 – 149 v.Chr.)
- Agnimitra (149 – 141 v.Chr.)
- Vasujyeshtha (141 - 131 v.Chr.?)
- Vasumitra (131 – 124 v.Chr.?)
- Andhraka (124 – 122 v.Chr.?)
- Pulindaka (122 – 119 v.Chr.?)
- Ghosha (119 v.Chr. - ?)
- Vajramitra (? - 116 v.Chr.)
- Bhagavata (116 - 83 v.Chr.)
- Devabhuti (83 – 73 v.Chr.)